# A Bill of Divorcement
A Bill of Divorcement és una pel·lícula estatunidenca dirigida per George Cukor, estrenada el 1932.

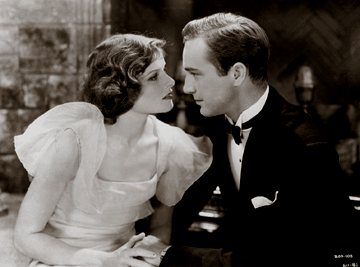
Fotografia publicitària del la pel·lícula amb Katharine Hepburn and David Manners.

## Argument
Després de 15 anys d'hospital psiquiàtric, Hilary Fairfield torna a casa seva. La seva dona s'ha divorciat i està a punt de casar-se.

## Repartiment
- John Barrymore: Hilary Fairfield
- Billie Burke: Meg Fairfield
- David Manners: Kit Humphreys
- Katharine Hepburn: Sydney Fairfield
- Paul Cavanagh: Gray Meredith
- Henry Stephenson: Doctor Alliot
- Gayle Evers: Bassett
- Elizabeth Patterson: Tia Hester Fairfield
- Fay Bainter: Margaret 'Meg' Fairfield